# 2014年冬季奧林匹克運動會北歐混合式滑雪比賽
2014年冬季奧林匹克運動會北歐混合式滑雪比賽於2014年2月12日至20日在俄羅斯卡拉斯拉雅波利亞納的俄罗斯山坡跳台滑雪中心舉行。

## 獎牌榜
| 排名 | 国家／地区    | 金牌 | 银牌 | 铜牌 | 總數 |
| ---- | ------------- | ---- | ---- | ---- | ---- |
| 1    | 挪威（NOR）   | 2    | 1    | 1    | 4    |
| 2    | 德国（GER）   | 1    | 1    | 1    | 3    |
| 3    | 日本（JPN）   | 0    | 1    | 0    | 1    |
| 4    | 奥地利（AUT） | 0    | 0    | 1    | 1    |
|      | 總計          | 3    | 3    | 3    | 9    |

## 各項成績
| 項目                         | 金牌                                                                          | 金牌     | 银牌                                                                               | 银牌     | 铜牌                                                                                        | 铜牌     |
| 個人高跳台/10公里 （詳細）   | 约根·格拉巴克 · 挪威（NOR）                                                   | 23:27.5  | 芒努斯·莫安 · 挪威（NOR）                                                          | 23:28.1  | 法比安·里斯勒 · 德国（GER）                                                                 | 23:29.1  |
| 個人一般跳台/10公里 （詳細） | 埃里克·弗伦策尔 · 德国（GER）                                                 | 23:50.20 | 渡部晓斗 · 日本（JPN）                                                             | 23:54.40 | 芒努斯·克罗格 · 挪威（NOR）                                                                 | 23:58.30 |
| 團體高跳台/4 x 5公里         | 挪威（NOR） · 约根·格拉巴克 · 霍瓦尔·克莱梅特森 · 芒努斯·克罗格 · 芒努斯·莫安 | 47:13.5  | 德国（GER） · 埃里克·弗伦策尔 · Björn Kircheisen · 法比安·里斯勒 · 约翰内斯·里策克 | 47:13.8  | 奥地利（AUT） · 克里斯托夫·比勒尔 · 伯恩哈德·格鲁贝尔 · 卢卡斯·克拉普费尔 · 马里奥·施特歇尔 | 47:16.9  |

## 參賽國家
總共有來自15個國家的55位運動員參加本屆賽事。
| - 奥地利（5） - 捷克（4） - 爱沙尼亚（3） - 芬兰（4） - 法国（5） - 德国（5） - 意大利（5） - 日本（5） | - 挪威（5） - 波兰（1） - 俄罗斯（4） - 瑞士（1） - 斯洛文尼亚（3） - 乌克兰（1） - 美国（4） |